# بينيت ستيل
بينيت ستيل (بالإنجليزية: Bennett Steele)‏ (5 أغسطس 1939 في المملكة المتحدة - ) هو لاعب كرة قدم بريطاني في مركز الوسط. لعب مع نادي إيفرتون ونادي تشيسترفيلد ونادي غيتزهد وFarsley Celtic F.C. ‏.

## وصلات خارجية
- بينيت ستيل على موقع قاعدة بيانات كرة القدم.إي يو (الإنجليزية)